# Model de transistor

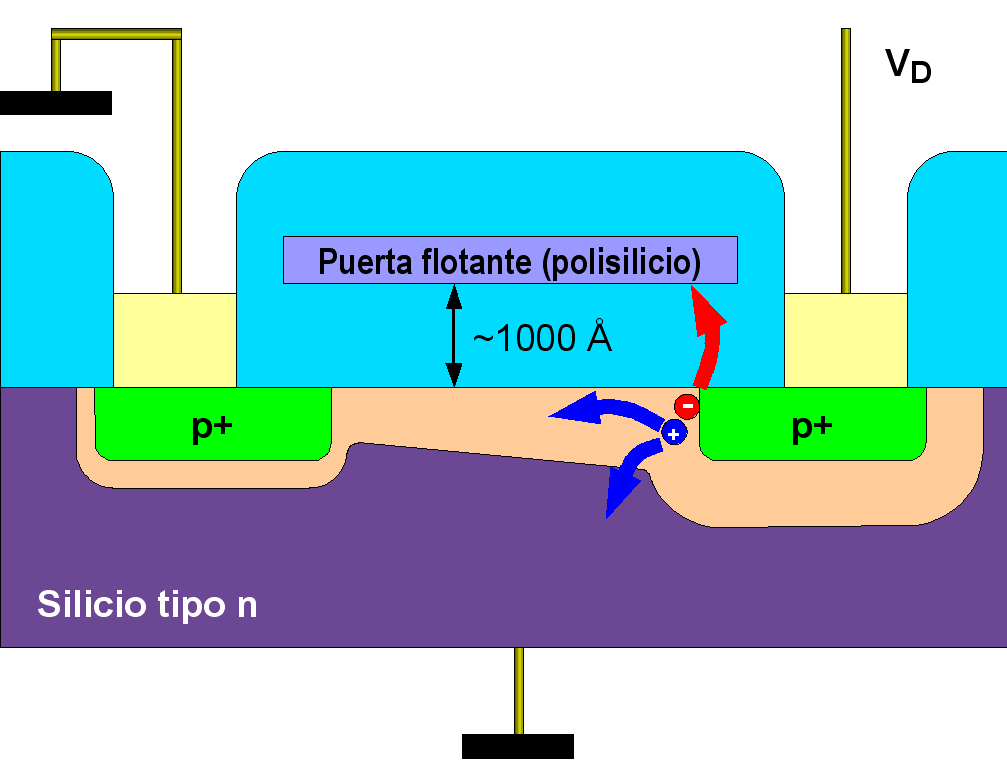
Figura 1: Dispositiu de memòria d'injecció per allau de porta flotant FAMOS.

Els transistors són dispositius senzills amb un comportament complicat . Per tal d'assegurar el funcionament fiable dels circuits que utilitzen transistors, és necessari modelar científicament els fenòmens físics observats en el seu funcionament mitjançant models de transistors. Hi ha una varietat de models diferents que varien en complexitat i finalitat. Els models de transistors es divideixen en dos grans grups: models de disseny de dispositius i models de disseny de circuits.

## Models per al disseny de dispositius
El transistor modern té una estructura interna que explota mecanismes físics complexos. El disseny del dispositiu requereix una comprensió detallada de com els processos de fabricació del dispositiu, com ara la implantació d'ions, la difusió d'impureses, el creixement d'òxids, el recuit i el gravat, afecten el comportament del dispositiu. Els models de procés simulen els passos de fabricació i proporcionen una descripció microscòpica de la "geometria" del dispositiu al simulador del dispositiu. "Geometria" no vol dir característiques geomètriques fàcilment identificades, com ara una estructura de porta plana o envoltant, o formes elevades o encastades de font i drenatge (vegeu la figura 1 per a un dispositiu de memòria amb alguns reptes de modelatge inusuals relacionats amb la càrrega de la porta flotant mitjançant un procés d'allau). També es refereix a detalls dins de l'estructura, com ara els perfils de dopatge després de completar el processament del dispositiu.
Amb aquesta informació sobre com és el dispositiu, el simulador del dispositiu modela els processos físics que tenen lloc al dispositiu per determinar-ne el comportament elèctric en una varietat de circumstàncies: comportament de corrent continu-tensió, comportament transitori (tant de senyal gran com de senyal petit).), dependència de la disposició del dispositiu (llarg i estret versus curt i ample, o interdigitat versus rectangular, o aïllat versus proper a altres dispositius). Aquestes simulacions indiquen al dissenyador del dispositiu si el procés del dispositiu produirà dispositius amb el comportament elèctric que necessita el dissenyador del circuit, i s'utilitzen per informar el dissenyador del procés sobre les millores necessàries del procés. Un cop el procés s'acosta a la fabricació, les característiques previstes del dispositiu es comparen amb la mesura en dispositius de prova per comprovar que el procés i els models de dispositiu funcionen adequadament.
Encara que fa temps el comportament del dispositiu modelat d'aquesta manera era molt senzill – principalment deriva més difusió en geometries simples – avui s'han de modelar molts més processos a nivell microscòpic; per exemple, els corrents de fuga en les unions i els òxids, el transport complex de portadors incloent la saturació de velocitat i el transport balístic, efectes mecànics quàntics, ús de múltiples materials (per exemple, dispositius Si-SiGe i piles de diferents dielèctrics) i fins i tot el efectes estadístics a causa de la naturalesa probabilística de la col·locació d'ions i el transport del portador dins del dispositiu. Diverses vegades a l'any la tecnologia canvia i les simulacions s'han de repetir. Els models poden requerir canvis per reflectir nous efectes físics o per proporcionar una major precisió. El manteniment i la millora d'aquests models és un negoci en si mateix.
Aquests models són molt intensius en ordinador, i inclouen solucions espacials i temporals detallades d'equacions diferencials parcials acoblades en quadrícules tridimensionals dins del dispositiu. Aquests models són lents d'executar-se i proporcionen detalls no necessaris per al disseny del circuit. Per tant, s'utilitzen models de transistors més ràpids orientats cap als paràmetres del circuit per al disseny del circuit.

## Models per al disseny de circuits
Els models de transistors s'utilitzen per a gairebé tots els treballs de disseny electrònic modern. Els simuladors de circuits analògics com SPICE utilitzen models per predir el comportament d'un disseny. La majoria del treball de disseny està relacionat amb dissenys de circuits integrats que tenen un cost d'eines molt gran, principalment per a les fotomàscares que s'utilitzen per crear els dispositius, i hi ha un gran incentiu econòmic per aconseguir que el disseny funcioni sense cap iteració. Els models complets i precisos permeten que un gran percentatge de dissenys funcionin per primera vegada.

### Models no lineals de gran senyal
Els models de transistors de senyal gran o no lineals es divideixen en tres tipus principals:

#### Models físics
Aquests són models basats en la física de dispositius, basats en el modelatge aproximat de fenòmens físics dins d'un transistor. Els paràmetres d'aquests models es basen en propietats físiques com ara els gruixos d'òxids, les concentracions de dopatge del substrat, la mobilitat del portador, etc.

#### Models empírics
Aquest tipus de model es basa completament en l'ajustament de la corba, utilitzant les funcions i els valors dels paràmetres que s'ajusten més adequadament a les dades mesurades per permetre la simulació del funcionament del transistor.

### Models lineals de petit senyal
Els models de senyal petit o lineal s'utilitzen per avaluar l'estabilitat, el guany, el soroll i l'ample de banda, tant en les etapes conceptuals del disseny del circuit (per decidir entre idees alternatives de disseny abans que es garanteixi la simulació per ordinador) com en l'ús d'ordinadors. Es genera un model de senyal petit prenent derivades de les corbes corrent-tensió al voltant d'un punt de polarització o punt Q. Mentre el senyal sigui petit en relació amb la no linealitat del dispositiu, les derivades no varien significativament i es poden tractar com a elements de circuit lineal estàndard. Un avantatge dels models de senyal petit és que es poden resoldre directament, mentre que els models no lineals de senyal gran es resolen generalment de manera iterativa, amb possibles problemes de convergència o estabilitat. Mitjançant la simplificació a un model lineal, tot l'aparell per resoldre equacions lineals està disponible, per exemple, equacions simultànies, determinants i teoria de matrius (sovint estudiada com a part de l'àlgebra lineal), especialment la regla de Cramer. Un altre avantatge és que un model lineal és més fàcil de pensar i ajuda a organitzar el pensament.
Es poden utilitzar diversos conjunts de paràmetres de xarxa de dos ports diferents per modelar un transistor. Això inclou:
- Paràmetres de transmissió (paràmetres T),
- Paràmetres híbrids (paràmetres h),
- Paràmetres d'impedància (paràmetres z),
- Paràmetres d'admissió (paràmetres y) i
- Paràmetres de dispersió (S-parameters).